# Jean Gilpin
Jean Gilpin est une actrice américaine née à Londres en 1950.

## Biographie

### Jeunesse
Giplin naît à Londres en 1950. Son père travaille pour les Nations unies, c'est pourquoi elle voyage dans de nombreux pays : Chine, Cuba, France, Suisse, Thaïlande, Congo, Zambie, et Etats-Unis (en particulier New York City). Elle étudie en Angleterre, en France, en Suisse, et en Thaïlande. Elle obtient un Bachelor of Arts à l'Université de Bristol, puis continue à étudier au Drama Centre London.

### Carrière
Jean Giplin commence par quelques brèves apparitions dans des productions de la BBC en tant qu'étudiante. Son premier emploi professionnel est une saison à la Nottingham Playhouse Company. Elle passe trois ans au Citizens Theatre, interprétant des Principal Boy dans des pantomimes, et jouant dans Semi-Monde de Noël Coward, mis en scène par Philip Prowse.

## Filmographie
- 1971 : Les Doigts croisés, de Dick Clement : Ground Stewardess
- 1972 : The Duchess of Malfi, (TV) : Julia
- 1973 : Wessex Tales, (série télévisée) : Mrs. Drenkard
- 1974 : Feelings, de Gerry O'Hara : Réceptionniste
- 1974 : The Stud, de Wilbur Stark : Nika
- 1974 : Microbes and Men, (série télévisée) : prostituée
- 1976 : The Bawdy Adventures of Tom Jones, de Cliff Owen : Lady at Ball
- 1976 : Softly Softly, (série télévisée) : Terrorist
- 1976 : Angels, (série télévisée) : Deborah Harper
- 1977 : Survivors, (série télévisée) : Janet Millon
- 1977 : Z Cars, (série télévisée) : Marie
- 1977 : Dad's Army, (série télévisée) : Sylvia
- 1978 : Come Back Mrs. Noah, (série télévisée) : 2nd Technician
- 1978 : Les Professionnels, (série télévisée) : Debra
- 1979 : The Omega Factor, (série télévisée) : Sarah Ashley
- 1979 : Le monde est plein d'hommes mariés, de Robert Young : Miss Field
- 1991 : Sazan aizu, (vidéo) : Mrs. Wong, Newscaster
- 1996 : Contre-attaque, de Stanley Tong : Australian Group #4
- 1997 : Titanic Explorer, (jeu vidéo) : Laura Francatelli (voix)
- 1999 : That Marino Thing, de Frank Como : The therapist
- 2002 : Age of Mythology, (jeu vidéo) : Amanra (voix)
- 2002 : 007: Nightfire, (jeu vidéo) : Civilians (voix)
- 2003 : Les Énigmes de l'Atlantide, (vidéo) : Inger (voix)
- 2005 : Lincoln's Eyes, de Charles Otte (voix)
- 2005 : Nausicaä de la vallée du vent, de Hayao Miyazaki : Voix additionnelles (redoublage)
- 2006 : Garfield 2, de Tim Hill : Voix additionnelles
- 2007 : Ouragan nucléaire, (TV) : Voice of Staci
- 2008 : Legendary, (jeu vidéo) (voix)
- 2010 : The Mischievous Case of Cordelia Botkin, de Cat Youell (voix)
- 2011 : Dragon Age 2, (jeu vidéo) : Knight-Commander Meredith Stannard (voix)
- 2011 : Rio, de Carlos Saldanha : Voix supplémentaires
- 2011 : Fatboy, de Hazel Meeks : Mère
- 2011 : The Elder Scrolls V: Skyrim (jeu vidéo) : Elenwen / Méridia / Boéthia (voix)
- 2015 : Halo 5: Guardians (jeu vidéo) : Mahkee 'Chava (voix)
- 2019 : Pokémon : Détective Pikachu, de Rob Letterman : Voix additionnelles